# Каваноз Ахмед-паша
Кавано́з Ахме́д-паша (тур. Kavanoz Ahmed Paşa; ум. 1704/1705) — османский государственный деятель, великий визирь с 22 августа по 17 ноября 1703 года.

## Биография
Ахмед-паша, как сообщается в источниках, был по происхождению русским; своё прозвище Каваноз получил из-за того, что он был невысокого роста и полного телосложения. В юные годы поступил в школу Эндерун, где получил образование. Ахмед-паша начал службу во дворце в должности капыджи (охранник), затем стал одабаши (старшим камергером), а в 1679 году был назначен помощником казначея.
В правление султана Сулеймана II был назначен на должность губернатора Басры и Мосула. В 1689/90 году Ахмед-паша был назначен стражем Босфора, затем служил мухафизом (чиновник в ранге визиря) Хиоса и губернатором Сидона. В 1694–95 годах Каваноз Ахмед-паша работал на Бозджааде и в Диярбакыре и вышел в отставку при великом визире Эльмасе Мехмеде-паше. В 1697 году великим визирем был назначен его тесть Амджазаде Хюсейн-паша и Каваноз Ахмед-паша был отправлен в Кандию, где служил некоторое время. После возвращения в Стамбул при участии своей супруги получил должность нишанджы, чиновника, который скреплял документы султанской печатью. После смерти Амджазаде Хюсейна-паши был отправлен в отставку и его имущество было конфисковано, но при этом он получал выплаты в размере 400 акче в день.
В 1703 году султан Мустафа II был свергнут в результате восстания солдат и недовольных горожан. 22 августа того же года новый султан Ахмед III назначил Ахмеда-пашу на должность великого визиря. Новый великий визирь был склонен к получению взяток и при нём стали часто покупаться и продаваться государственные должности. Это стало раздражать Ахмеда III и султан решил уволить Ахмеда-пашу с поста великого визиря. В ноябре 1703 года он был приглашён во дворец, где по совету шейх-уль-ислама Султани Мехмед-эфенди улемы отобрали у него из рук печать великого визиря. Каваноз Ахмед-паша был отправлен в ссылку на остров Хиос, где вскоре и скончался примерно в 1704/1705 годах. Сообщается, что на момент смерти ему было больше 50 лет.